# 안용복해산
안용복해산(Anyongbok Seamount)은 울릉도 동방 약40km지점에 있는 해산(Seamount, 海山)이다.
해산이란 해저 화산 활동으로 형성된 원추형의 고지로, 수중에 잠겨 있고 해저로부터 1,000m 이상의 높이로 솟아있다.
안용복해산은 동해 울릉도와 독도 사이 위도 37°30.5′N, 경도 131°21.5′E에 위치하고 있으며 정상부의 수심은 457m, 주변부의 수심은 2,100m, 총 기복은 1,643m이다. 안용복 해산은 해산의 정의에 부합하는 전형적인 원추형의 형태를 나타내는데[1] 위에서 내려다보면 원형을, 옆에서 보면 원추형을 띤다. 1997년 한국 연구선 “해양 2000(Haeyang 2000)호”가 처음 발견하였으며, 2007년 한국 해양 지명 위원회 (Korea Committee on Marine Geographical Names—KCMGN)가 명칭을 SCUFN에 제안하였다. 안용복 해산 명칭은 17세기 울릉도를 탐사했던 탐험가 안용복의 이름에서 유래한다. 그는 민간 외교사절로서도 활동했으며, 어업 발전에 힘썼다.

## 해양지명
수로업무법 제33조의4 제1항의 규정에 의거 해양지명위원회에서 심의·결정한 해양지명은 다음과 같다.
- 제정 해양지명 : 안용복해산
- 대표위치(WGS-84) : 37-30.5N 131-21.5E
- 범위 : 울릉도 동방 약40km지점에 위치한 해산으로 정상부의 대표수심은 457m임.